# برونو مايا
برونو مايا (19 أبريل 1988 في البرازيل - ) هو لاعب كرة قدم برازيلي في مركز الدفاع. لعب مع نادي بوا إيسبورت.

## وصلات خارجية
- برونو مايا على موقع قاعدة بيانات كرة القدم.إي يو (الإنجليزية)
- برونو مايا على موقع Soccerway.com (الإنجليزية)